# غار سروره
غار سروره مربوط به میان سنگی - دوره نوسنگی است و در شهرستان خرم‌آباد، بخش ویسیان، دهستان شوراب، روستای غلامان سفلی واقع شده و این اثر در تاریخ ۲۸ اسفند ۱۳۸۵ با شمارهٔ ثبت ۱۸۵۱۵ به‌عنوان یکی از آثار ملی ایران به ثبت رسیده است.